# Рейес, Исраэль (футболист)
Исраэ́ль Ре́йес Роме́ро (исп. Israel Reyes Romero; род. 23 мая 2000, Аутлан-де-Наварро, Халиско) — мексиканский футболист, защитник мексиканского клуба «Пуэбла» и сборной Мексики.

## Клубная карьера
Рейес — воспитанник клуба «Атлас». 31 июля 2019 года в поединке Кубка Мексики против «Пачуки» Исраэль дебютировал за основной состав. 24 ноября в матче против «Монтеррея» дебютировал в мексиканской Примере. Летом 2020 года Рейес перешёл в «Пуэблу» на правах аренды. 24 августа в матче против «Тихуаны» он дебютировал за новый клуб. 19 марта 2022 года в поединке против «Сантос Лагуна» Исраэль забил свой первый гол за «Пуэблу». 

## Международная карьера
9 декабря 2021 года в товарищеском матче против сборной Чили Рейес дебютировал за сборную Мексики.